# Alfredo de Gran Bretaña
Alfredo de Gran Bretaña (Castillo de Windsor, 22 de septiembre de 1780-Castillo de Windsor, 20 de agosto de 1782) fue un príncipe de Gran Bretaña, el decimocuarto de los quince hijos de Jorge III del Reino Unido y de la duquesa Carlota de Mecklemburgo-Strelitz. Alfredo se enfermó después de que se le practicara la inoculación contra el virus de la viruela, lo que provocó su muerte a la edad de casi dos años; junto con la posterior muerte de su hermano el príncipe Octavio, seis meses más tarde, resultó algo devastador para sus padres.
El rey Jorge lamentó la muerte de sus hijos, y en su locura imaginó tener conversaciones con sus dos hijos fallecidos.

## Biografía
Alfredo nació el 22 de septiembre de 1780. Fue el decimocuarto hijo de Jorge III del Reino Unido y de Carlota de Mecklemburgo-Strelitz. Como decimocuarto hijo de sus padres y noveno hijo varón, su nacimiento no fue una sorpresa, pero trajo alegría a su familia, especialmente a su hermana mayor, Sofía, quien lo llamaba su "nieto".
En 1782 fue inoculado contra la viruela, pero la enfermedad resultó ser demasiado para él y en junio fue trasladado a Kent para recuperarse. Se esperaba que el aire del mar, bañarse en el agua, y los paseos a caballo mejorarían su condición, y mientras estaba allí, Alfredo se hizo querer por muchos, incluyendo a una anciana a quien saludó.
Cuando regresó a Windsor, en agosto de 1782, los médicos le revisaron y se dieron cuenta de que sólo le quedaban unas semanas de vida. Después de sufrir graves episodios de fiebre y problemas continuos para respirar, murió el 20 de agosto de 1782, en el Castillo de Windsor.
Su muerte devastó a sus padres, que sufrieron la pérdida con dureza. Su padre permaneció de luto por su muerte mucho tiempo, y la visión de su retrato póstumo pintado por Thomas Gainsborough, casi un año después de su muerte, provocaba que estallara en lágrimas. 

## Títulos y tratamientos
| ● 22 de septiembre de 1780-20 de agosto de 1782: | Su alteza real el príncipe Alfredo |